# Doug E. Doug
Doug E. Doug, pseudonimo di Douglas Bourne (New York, 7 gennaio 1970), è un attore e produttore cinematografico statunitense.
Inizia la sua carriera come comico all'età di 17 anni. Ha recitato nel celebre film Cool Runnings - Quattro sottozero (1993), come migliore amico del protagonista.

## Filmografia parziale

### Attore

#### Cinema
- Mo' Better Blues (Mo' Better Blues), regia di Spike Lee (1990)
- I migliori del Bronx (Hangin' with the Homeboys), regia di Joseph B. Vasquez (1991)
- Cool Runnings - Quattro sottozero (Cool Runnings), regia di Jon Turteltaub (1993)
- Operazione Gatto (That Darn Cat), regia di Bob Spiers (1997)
- Arac Attack - Mostri a otto zampe (Eight Legged Freaks), regia di Ellory Elkayem (2002)

#### Televisione
- Sui gradini di Harlem (Where I Live) – serie TV, 21 episodi (1993)

### Doppiatore
- Shark Tale, regia di Bibo Bergeron, Vicky Jenson e Rob Letterman (2004)